# .ms
.ms је највиши Интернет домен државних кодова (ccTLD) за Монсерат.